# フランク・ラムゼイ (数学者)

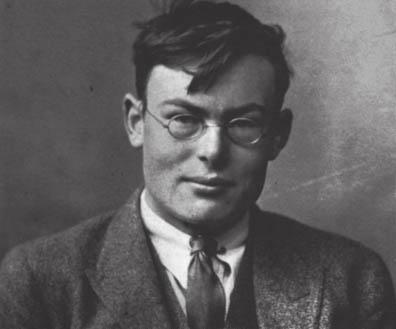
1924年頃のラムゼイ

フランク・プランプトン・ラムゼイ（姓はラムジーとも、Frank Plumpton Ramsey, 1903年2月22日 - 1930年1月19日）は、イギリスの数学者である。ケンブリッジ出身。その生涯は非常に短かったが数学・哲学・経済学に大きく貢献した。ケンブリッジ大学トリニティ・カレッジ(1920-23)にて学ぶ。卒業後、短期間ウィーンに留学した後、キングス・カレッジフェロー(1924)・講師(1926)。1930年、肝臓を患ったため開腹手術を受けるも容態が急変し、死去した。

## 数学
- ベイズ確率
  - 確率論の主観的解釈（のちにベイズ主義と呼ばれる）は1931年[要出典]にラムゼイによって提唱される。
- ラッセル・ホワイトヘッド理論の簡易化
- ラムゼーの定理
- ラムゼイ数
- ラムゼイ・グラフ
- ラムゼイ問題

## 哲学
- 論理哲学論考の書評
- ウィトゲンシュタインへの手紙
- 論理哲学論考の英訳者の１人。
- ウィトゲンシュタインの論文指導

## 経済学
- 主観的不確実性のもとでの選択についての研究。主観的期待効用（英語版）
- 経済成長理論においてラムゼー–キャス–クープマンスモデル（英語版）。
- ラムゼイ価格、ボワトー-ラムゼイ価格づけ規則、ラムゼイルール。
- ケインズ-ラムゼイルール（ドイツ語版）

## 著書
- 『ラムジー哲学論文集 (双書プロブレーマタII10)』勁草書房　ISBN 978-4326198900